# Thysania pomponia
Thysania pomponia là một loài bướm đêm trong họ Erebidae.